# コルトM1889
コルトM1889ニュー・ネービーはアメリカ合衆国のコルト社が開発し、1889年にアメリカ海軍が採用したダブルアクション・スイング・アウト・リボルバーである。

## 開発
1877年にライトニング・ダブルアクション・リボルバーを実用化したコルト社は次なるステップとして素早い再装填を可能とするデザインの実現をめざし、シリンダー・スイング・アウト・リボルバー・メカニズムの開発を始め、1881年にはすでに最初のパテントを取得していた。
パテント取得から7年後コルト社最初のダブルアクション・スイング・アウト・リボルバーはM1889として実現した。アメリカ海軍はこの製品に大きな期待をよせ、約2,000丁を発注する契約をコルト社と結んだ。これを受けてコルト社はM1889に「ニュー・ネービー」の名称を付けた。

## 構造
M1889ニュー・ネービーはその後のコルト社の製品と異なり、フレームの右側にネジ留めのサイド・プレートを持ち、シリンダーの回転方向は反時計回りだった。反時計回りのシリンダーは回転時にスイング・アウトしようとする力が働き、正確な動作とならなかった、コルト社はこの問題をM1889ニュー・ネービーの生産中に改善できなかった。

## バリエーション
M1892ニュー・アーミー＆ネービー
シリンダー・ストップが追加された改良型。
M1905マリーン・コー
海兵隊が採用した型式、グリップがM1889に比べ小型。採用が遅くすぐに更新されたため製造数は926丁と少ない。